# آكتف سينك
آكتف سينك (بالإنجليزية: ActiveSync)‏ برنامج مطور من شركة مايكروسوفت. يسمح بالتزامن بين الأجهزة الكفية التي تستخدم ويندوز موبايل والكمبيوتر المكتبي أو خادم تبادل مايكروسوفت أو كيليو ميل سيرفر. يمكن مزامنة (البريد الإلكتروني، التقويم، جهات الاتصال).